# 佩罗兰迪亚
佩罗兰迪亚是巴西戈亚斯州的一个市镇。总面积1029.622平方公里，总人口3792人，人口密度3.7人/平方公里。